# Gretta Taslakian
Gretta Taslakian (arabisch غريتا تسلاكيان, * 16. August 1985 in Ghadir) ist eine ehemalige libanesische Leichtathletin, die sich auf den Sprint spezialisiert hat. Sie gewann zwei Medaillen bei Asienmeisterschaften und ist momentane Inhaberin der Landesrekorde über 200 und 400 Meter.

## Sportliche Laufbahn
Erste internationale Erfahrungen sammelte Gretta Taslakian im Jahr 2001, als sie bei den Jugendweltmeisterschaften in Debrecen im 200-Meter-Lauf mit 25,94 s in der ersten Runde ausschied, wie auch über 400 Meter mit 59,28 s. Anschließend startete sie über 400 Meter bei den Weltmeisterschaften in Edmonton, schied aber auch dort mit 57,06 s im Vorlauf aus. Daraufhin nahm sie an den Mittelmeerspielen in Tunis teil und schied dort mit 25,92 s bzw. 58,08 s über 200 und 400 Meter jeweils in der Vorrunde aus. Bei den Arabischen Meisterschaften in Damaskus gewann sie dann in 26,17 s die Bronzemedaille über 200 Meter hinter der Tunesierin Awatef Hamrouni und Ines Abul Ala Mohamed aus Ägypten und auch im 400-Meter-Lauf gewann sie hinter der Tunesierin Awatef Ben Hassine und Abul Ala Mohamed in 59,5 s die Bronzemedaille. Zudem sicherte sie sich mit der libanesischen 4-mal-100-Meter-Staffel in 50,31 s die Silbermedaille hinter dem Team aus Ägypten. Im Jahr darauf gewann sie bei den Arabischen Juniorenmeisterschaften in Kairo in 56,83 s die Silbermedaille über 400 Meter und anschließend schied sie bei den Juniorenweltmeisterschaften in Kingston mit 57,34 s im Vorlauf aus. Zudem wurde sie bei den Juniorenasienmeisterschaften in Bangkok in 56,41 s Achte über 400 Meter. Anfang Oktober nahm sie erstmals an den Asienspielen in Busan teil und schied dort mit 25,47 s und 56,43 s jeweils in der ersten Runde aus. Bei den Leichtathletik-Hallenweltmeisterschaften 2003 in Birmingham wurde sie über 200 Meter in der Vorrunde disqualifiziert. Anschließend gewann sie bei den Arabischen Meisterschaften in Amman in 24,13 s die Silbermedaille über 200 Meter hinter der Bahrainerin Ruqaya Al Ghasra und sicherte sich über 400 Meter in 56,16 s ebenfalls die Silbermedaille hinter der Sudanesin Muna Jabir Adam. Zudem gewann sie mit der Staffel in 48,76 s die Bronzemedaille hinter den Teams aus Algerien und dem Sudan. Dann startete sie bei den Asienmeisterschaften in Manila über 200 Meter, scheiterte dort aber mit 24,74 s im Vorlauf. 2004 schied sie bei den Hallenweltmeisterschaften in Budapest mit 25,80 s in der Vorrunde aus und gewann anschließend bei den Juniorenasienmeisterschaften in Ipoh in 24,65 s die Silbermedaille über 200 Meter und schied anschließend bei den Juniorenweltmeisterschaften in Grosseto mit 24,52 s in der ersten Runde aus. Zudem nahm sie über diese Distanz auch an den Olympischen Spielen in Athen teil, bei denen sie aber mit 24,30 s in der Vorrunde ausschied. Im September siegte sie dann bei den Arabischen Juniorenmeisterschaften in Damaskus mit neuem Meisterschaftsrekord von 12,01 s im 100-Meter-Lauf sowie mit neuem Rekord von 24,30 s auch über 200 Meter.
Bei den Leichtathletik-Asienmeisterschaften 2005 im südkoreanischen Incheon schied sie mit 12,74 s über 100 Meter sowie mit 25,94 s über 200 Meter jeweils in der ersten Runde aus. Im Jahr darauf belegte sie bei den Hallenasienmeisterschaften in Pattaya in 7,91 s den sechsten Platz im 60-Meter-Lauf und nahm daraufhin erneut an den Asienspielen in Doha teil, bei denen sie mit 12,34 s über 100 Meter und 25,02 s jeweils im Vorlauf ausschied. 2007 gewann sie bei den Arabischen Spielen in Amman in 12,11 s die Silbermedaille über 100 Meter hinter der Bahrainerin Al Ghasra, wie auch über 200 Meter in 24,01 s. Anschließend belegte sie bei den Asienmeisterschaften ebendort in 24,33 s den fünften Platz über 200 Meter. Bei den Hallenasienspielen in Macau erreichte sie über 60 Meter das Finale, verzichtete dann aber auf einen Start. Anschließend siegte sie bei den Panarabischen Spielen in Kairo in 12,07 s über 100 Meter sowie mit neuem Landesrekord von 23,56 s auch im 200-Meter-Lauf. Zudem nahm sie über 200 Meter auch an den Weltmeisterschaften in Osaka teil, scheiterte dort aber mit 24,35 s in der ersten Runde. Im Jahr darauf nahm sie über 200 Meter erneut an den Olympischen Spielen in Peking teil, schied aber erneut mit 25,32 s in der Vorrunde aus.
2010 erreichte sie bei den Hallenasienmeisterschaften in Teheran das Finale über 60 Meter, ging dort aber nicht mehr an den Start. Im November erreichte sie dann bei den Asienspielen in Guangzhou das Halbfinale über 100 Meter, in dem sie mit 11,87 s ausschied, während sie über 200 Meter in 23,90 s den vierten Platz belegte. Im Jahr darauf gewann sie bei den Asienmeisterschaften in Kōbe in 24,01 s die Silbermedaille hinter der Japanerin Chisato Fukushima. Anschließend nahm sie an der Sommer-Universiade in Shenzhen teil und schied dort über 200 Meter mit 23,98 s im Halbfinale aus, während sie über 100 Meter mit 12,01 s im Viertelfinale scheiterte. Daraufhin siegte sie bei den Arabischen Meisterschaften in al-Ain in 11,97 s und 23,68 s über 100 und 200 Meter. Auch bei den Arabischen Spielen in Doha siegte sie in 24,10 s im 200-Meter-Lauf und gewann über 100 Meter in 11,96 s die Silbermedaille hinter der Irakerin Dana Hussein Abdulrazak. 2012 nahm sie dann zum dritten Mal in Folge an den Olympischen Spielen in London teil, bei denen sie ein weiteres Mal mit 24,49 d in der Vorrunde ausschied.
2013 wurde sie bei den Mittelmeerspielen in Mersin über 400 Meter disqualifiziert, gewann aber anschließend bei den Asienmeisterschaften in Pune mit neuem Landesrekord von 53,43 s die Bronzemedaille hinter der Chinesin Zhao Yanmin und M. R. Poovamma aus Indien. Damit qualifizierte sie sich auch für die Weltmeisterschaften in Moskau, bei denen sie mit 54,56 s in der ersten Runde ausschied. Im Jahr darauf bestritt sie in Plowdiw ihren letzten Wettkampf und beendete daraufhin im Alter von 28 Jahren ihre Karriere als Leichtathletin. Im Jahr 2020 startete sie ein Comeback und 2023 gelangte sie bei den Arabischen Meisterschaften in Marrakesch mit 57,43 s auf Rang vier über 400 Meter.
In den Jahren 2004, 2010, 2011 und 2012 wurde Taslakian libanesische Meisterin im 100-Meter-Lauf sowie von 2010 bis 2012 auch über 200 Meter und 2012 im 400-Meter-Lauf.

## Persönliche Bestleistungen
- 100 Meter: 11,84 s (+0,8 m/s), 21. November 2010 in Guangzhou
  - 60 Meter (Halle): 7,63 s, 6. Februar 2010 in Bukarest
- 200 Meter: 23,56 s (+1,4 m/s), 24. November 2007 in Kairo (libanesischer Rekord)
  - 200 Meter (Halle): 6. März 2004 in Budapest
- 400 Meter: 53,43 s, 4. Juli 2013 in Pune (libanesischer Rekord)
  - 400 Meter (Halle): 56,77 s, 7. Februar 2021 in Istanbul (libanesischer Rekord)